# Frankenia connata
Frankenia connata är en frankeniaväxtart som beskrevs av Thomas Archibald Sprague. Frankenia connata ingår i släktet frankenior, och familjen frankeniaväxter. Inga underarter finns listade i Catalogue of Life.